# Pauline Oliveros
Pauline Oliveros (Houston, 30 maggio 1932 – Kingston, 25 novembre 2016) è stata una fisarmonicista, compositrice e teorica musicale statunitense considerata una figura chiave per gli sviluppi della musica d'avanguardia del dopoguerra.
Oltre ad essere stata un membro fondatore del San Francisco Tape Music Center negli anni sessanta, del quale divenne la direttrice, insegnò musica nel Mills College, nell'Università della California San Diego (UCSD), e nel Rensselaer Polytechnic Institute. Oliveros ha scritto libri che formulano nuove teorie musicali, quali quelle di "Deep Listening" (ascolto profondo) e "sonic awareness" (consapevolezza sonora), che esplorano nuove modalità per concentrare l'attenzione sulla musica.

## Biografia

### Primi anni di carriera
Oliveros si laureò alla Moores School of Music, all'Università di Houston ed alla San Francisco State University, dove ebbe fra i suoi insegnanti il compositore Robert Erickson. Durante gli anni passati alla University of Houston divenne membro fondatore della Tau Beta Sigma Honorary Band Sorority. Oliveros è uno dei membri originari del San Francisco Tape Music Center, che fu un'importante risorsa per la scena elettronica della west coast degli anni sessanta. Il centro venne successivamente spostato nel Mills College (oggi nominato College for Contemporary Music), del quale Oliveros divenne la prima direttrice. Oliveros inventò l'Expanded Instrument System (sistema di strumenti esteso), un'elaborazione del segnale digitale che ha spesso adoperato e improvvisato sia nelle esibizioni dal vivo che nei suoi album.

### UCSD
Nel 1967 Oliveros abbandonò Mills per lavorare presso la facoltà musicale della UCSD (Università della California San Diego). Qui Oliveros incontrò il fisico teorico e maestro di karate Lester Ingber con cui esplorò e teorizzò le modalità per migliorare il processo di attenzione applicato all'ascolto musicale. Grazie ad Ingber, Oliveros imparò inoltre il karate ottenendo il grado di cintura nera. Nel 1973, Oliveros condusse gli studi nel Center for Music Experiment, fondato da un anno, all'interno dell'UCSD, mantenendone la carica di direttrice fra il 1975 e il 1979. Nel 1980 ha inciso Accordion & Voice, considerato il ventottesimo album ambient mai realizzato secondo Pitchfork. La stessa classifica contiene anche il suo Deep Listening, che ha raggiunto l'ottava posizione. Nel 1981, per fuggire ai vincoli creativi, abbandonò la sua occupazione di professore della UCSD, trasferendosi nello stato di New York, dove divenne una compositrice indipendente, esecutrice e consulente.

### Deep Listening

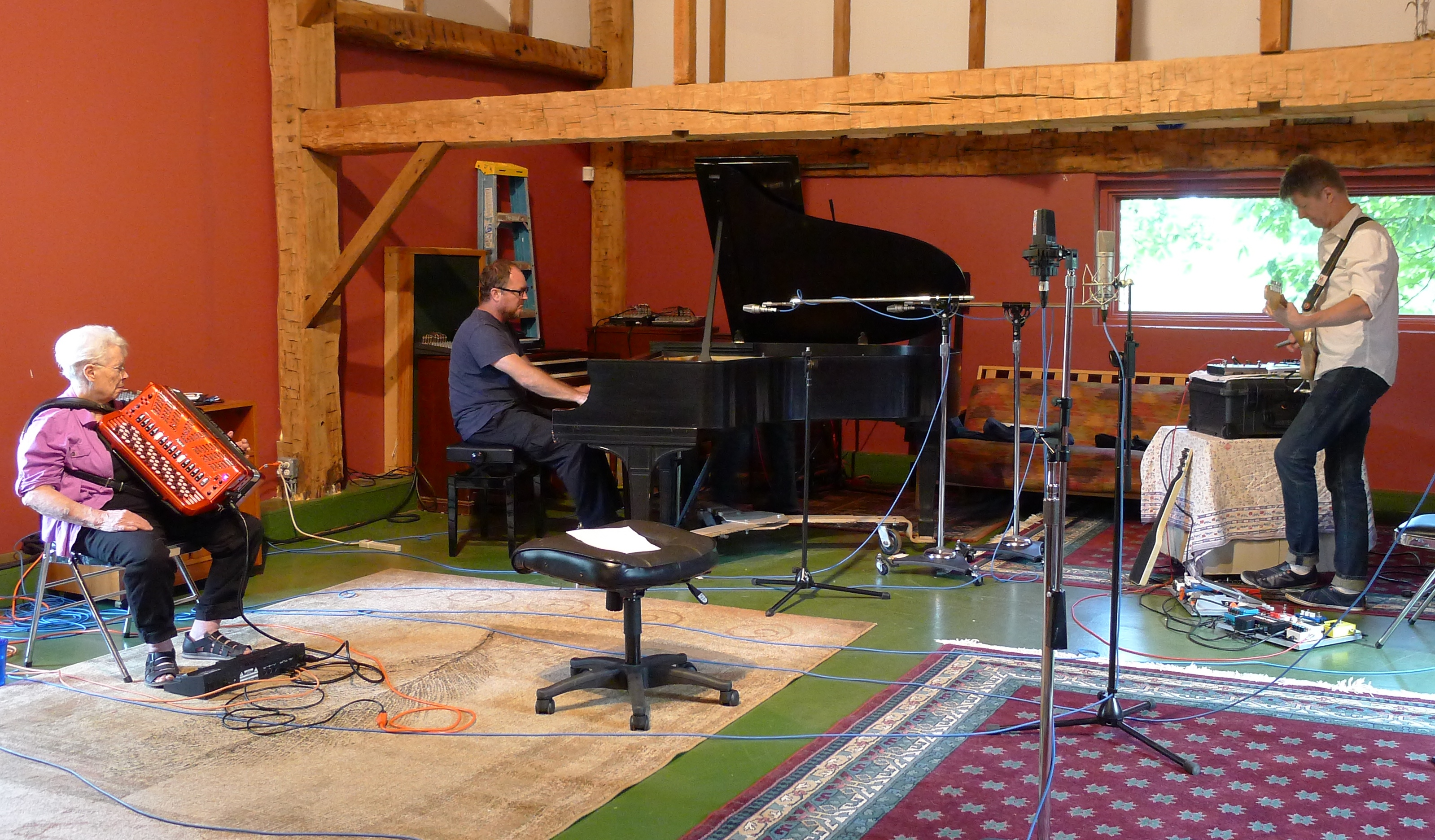
Da sinistra, Pauline Oliveros, Thollem McDonas e Nels Cline

Oliveros coniò il termine "Deep Listening" nel 1991, un termine che applicherà al nome della sua formazione Deep Listening Band e al progetto Deep Listening del Deep Listening Institute Ltd (in origine era nominata Deep Listening Foundation; venne fondata nel 1985). Il progetto Deep Listening comprende ritiri musicali in Europa, Nuovo Messico e Stato di New York, nonché apprendistati e certificazioni professionali. La Deep Listening Band, che comprende Oliveros, David Gamper e Stuart Dempster, si specializzò nell'esecuzione e registrazione in spazi di risonanza e riverberazione quali caverne, cattedrali e grandi cisterne sotterranee. La Deep Listening Band collaborò con Ellen Fullman e il suo lungo strumento a corda, nonché con altri innumerevoli musicisti, ballerini, ed esecutori.

### Coscienza sonora
Heidi Von Gunden (1893, p. 105-107) definì una teoria musicale sviluppata da Oliveros (già descritta in precedenza dalla musicista nelle "introduzioni" della sua opera "Meditazioni Sonore" e nei suoi svariati articoli) "coscienza sonora". La coscienza sonora è l'abilità di concentrare l'attenzione in modo cosciente e costante sulla musica e sui suoni ambientali. Questo concetto è, di conseguenza, comparabile a quello di coscienza visuale che venne sviluppato da John Berger (teorizzato inoltre nella sua opera Questioni di sguardi). "La coscienza sonora è una sintesi della psicologia della coscienza, la coscienza delle arti marziali, e la sociologia del movimento femminista" e definisce due metodi "per processare l'informazione, l'attenzione focale e l'attenzione globale", che possono essere rappresentati dal punto e dal cerchio del maṇḍala spesso adoperato da Oliveros nelle sue composizioni. Quando questa concezione venne successivamente estesa, il mandala veniva ulteriormente suddiviso e ciascuna suddivisione veniva a simboleggiare "il fare il suono", "l'immaginare il suono", "l'ascolto al suono presente" e "il ricordo del suono passato". Questo modello musicale venne anche adoperato per la scrittura delle sue "Meditazioni Sonore". La messa in pratica di questa teoria genera nella musica di Oliveros "masse sonore complesse che possiedono un forte centro tonale", così come l'attenzione focale genera le tonalità e l'attenzione globale genera vere e proprie masse sonore, timbri flessibili, attacco, durata, intensità, e, a volte, toni, nonché tempi e spazi delle esecuzioni. Secondo la compositrice la teoria stimola facilmente i suoni che vengono generati, quali quelli vocali, e "dice che la musica dovrebbe essere per chiunque ed ovunque".

### Compositrice, insegnante, autrice
Nel 1994 Oliveros venne premiata con la medaglia Grants to Artists da parte della Foundation for Contemporary Arts. Si è dichiarata apertamente lesbica. Oliveros è autrice di cinque libri, Sounding in Margins: Collected Writings 1992-2009, Initiation Dream, Software for People, The Roots of the Moment, e Deep Listening: A Composer's Sound Practice.
Ha recentemente scritto il capitolo di un libro pubblicato da Paul Miller (nome di battesimo di DJ Spooky): Sound Unbound: Sampling Digital Music and Culture (The MIT Press, 2008).
Nel 2007 Oliveros è stata premiata con la Resounding Vision Award dall'organizzazione Nameless Sound. Venne premiata con la medaglia William Schuman dalla Columbia University School of the Arts.
Oliveros è patrocinatrice di Soundart Radio a Dartington, Devon, UK.

## Discografia parziale

### Album in studio
- 1970 – The Contemporary Contrabass (con Bertram Turetzky, John Cage e Ben Johnston) (Nonesuch)
- 1980 – Accordion & Voice (Lovely Music)
- 1984 – The Wanderer (Lovely Music)
- 1985 – The Well And The Gentle (hat ART)
- 1986 – Sounding/Way (con Guy Klucevsek) (Not On Label)
- 1988 – The Roots Of The Moment (hat ART)
- 1989 – Deep Listening (con Stuart Dempster e Panaiotis) (New Albion)
- 1990 – Crone Music (Lovely Music)
- 1994 – In Memoriam Mr. Whitney/St. George And The Dragon (con American Voices) (Mode)
- 1997 – Driftworks (con Thomas Köner, Nijiumu, Randy Raine-Reusch e Paul Schütze) (Big Cat Uk)
- 1998 – Ghostdance (Deep Listening)
- 1998 – Carrier (con Peer Bode e Andrew Deutsch) (Deep Listening)
- 1999 – Primordial Lift (Table Of The Elements)
- 1999 – Springs (con Andrew Deutsch) (Magic If)
- 1999 – Summer Bugs (con Andrew Deutsch) (Magic If)
- 2001 – No Mo (Pogus Productions)
- 2004 – Tara's Room (Deep Listening)
- 2006 – Lion's Eye Lion's Tale (Deep Listening)

## Opere musicali
- Sonic Meditations: "Teach Yourself to Fly", ecc.
- Sound Patterns per coro misto (1961), premiato con la Gaudeamus International Composers Award nel 1962, disponibile su Extended Voices (Odyssey 32 16) 0156 e 20th Century Choral Music (Ars Nova AN-1005)
- Music for Annie Sprinkle's The Sluts and Goddesses Video Workshop—Or How To Be A Sex Goddess in 101 Easy Steps (1992)
- Theater of Substitution series (1975-?). Oliveros venne fotografata nei panni di personaggi diversi, compresa una "senora" spagnola, una casalinga di periferia rivestita di poliestere, e un professore in accappatoio. Jackson Mac Low eseguiva un tributo di Oliveros durante un concerto nella New York Philharmonic durante il 10 novembre nel 1975: "A Celebration of Women Composers", mentre Oliveros suonava la musica di Mc Low (vedi Mac Low's "being Pauline: narrative of a substitution", Big Deal, Fall 1976). (ibid, p. 141

## Opere letterarie
- Pauline Oliveros, Sounding the Margins: Collected Writings 1992-2009, a cura di Lawton Hall, Kingston, New York, Deep Listening Publications, 2010, ISBN 978-1-889471-16-7.
- Pauline Oliveros, Deep Listening: A Composer's Sound Practice, New York, iUniverse, Inc., 2005, ISBN 978-0-595-34365-2.
- Pauline Oliveros, Roots of the Moment, New York, Drogue Press, 1998, ISBN 978-0-9628456-4-2.
- Pauline Oliveros, Software for People: Collected Writings 1963-80, Baltimore, Printed Editions, 1984, ISBN 978-0-914162-59-9.
- Pauline Oliveros, Initiation Dream, Los Angeles, Astro Artz, 1982, ISBN 978-0-937122-07-5.

## Filmografia
- 1976 - Music With Roots in the Aether: Opera for Television. Tape 5: Pauline Oliveros. Prodotto e diretto da Robert Ashley. New York, New York: Lovely Music.
- 1993 - The Sensual Nature of Sound: 4 Composers - Laurie Anderson, Tania León, Meredith Monk, Pauline Oliveros. Diretto da Michael Blackwood.
- 2001 - Roulette TV: Pauline Oliveros. Roulette Intermedium Inc.
- 2005 - Unyazi Of The Bushveld. Diretto da Aryan Kaganof. Prodotto dall'African Noise Foundation

## Ascolti
- Dear.John: A Canon on the Name of Cage disponibile nella Home Page di Larry Polansky
- Epitonic.com: Deep Listening Band comprende una traccia dell'album Deep Listening
- Art of the States: Pauline Oliveros due opere della compositrice
- Excerpt from 2001 sound. at the Schindler House performance nel SASSAS @ YouTube